# 玉の湯トンネル
座標: 北緯43度28分54.55秒 東経141度36分10.40秒 / 北緯43.4818194度 東経141.6028889度
玉の湯トンネル（たまのゆトンネル）は、北海道石狩郡当別町青山奥三番川にあるトンネル。

## 概要
北海道道28号当別浜益港線の唯一のトンネルである。青山ダムより南に位置する。
1963年に、初代のトンネルが竣工する。初代トンネルの延長は、125 mである。漏水がひどくなったため、1988年度（昭和63年度）にパネル工法により補修工事が行われた。
現在のトンネルは二代目で、延長は295 mである。南側入口には、「玉の湯トンネル」とある。